# Zebra Ridge
Zebra Ridge ist ein markanter, felsiger und 3 km langer Gebirgskamm an der Ostküste der westantarktischen Alexander-I.-Insel. Er liegt 5 km südlich der Mündung des Tumble-Gletschers in den George-VI-Sund und ragt 760 m über die ihm vorgelagerten Eismassen hinaus.
Der US-amerikanische Polarforscher Lincoln Ellsworth sichtete ihn am 23. November 1935 aus der Entfernung bei der Erstellung von Luftaufnahmen von der Douglas Range. Der Falkland Islands Dependencies Survey nahm 1947 Vermessungen vor und benannte ihn nach seiner charakteristischen Bänderung.